# Kotschubejewskoje
Kotschubejewskoje (russisch Кочубе́евское) ist ein Dorf in der Region Stawropol (Russland) mit 26.835 Einwohnern (Stand 14. Oktober 2010).

## Geographie
Der Ort liegt am Nordrand des Großen Kaukasus, etwa 40 km Luftlinie südlich des Regionsverwaltungszentrums Stawropol und wenige Kilometer westlich der Stadt Newinnomyssk. Kotschubejewskoje liegt am linken Ufer des Kuban.
Kotschubejewskoje ist Verwaltungszentrum des gleichnamigen Rajons Kotschubejewskoje.

## Geschichte
Das heutige Dorf Kotschubejewskoje entstand aus drei im 19. Jahrhundert gegründeten Dörfern.
Zwei der Dörfer lagen etwas abseits des Kuban, südwestlich der heutigen Eisenbahnstrecke. Sie wurden in den Jahren 1862 und 1866 von deutschstämmigen Mennoniten gegründet, die wegen religiöser Differenzen die „Mutterkolonien“ Molotschna und Chortitza in der Südukraine verlassen hatten. Zu den Spannungen zwischen der erweckungsbewegten Gemeinschaft der Mennoniten-Brüder und den „kirchlichen“ Mennoniten, die unter den Russlandmennoniten mehrheitlich vertreten waren, kam die erfolglose Auseinandersetzung mit den Anhängern der aus Süddeutschland stammenden Tempelgesellschaft, auch Jerusalem-Freunde genannt, hinzu. Diese Umstände, gepaart von wirtschaftlich äußerst ungünstigen Startbedingungen, führten zu einer nur langsamen und mühselig verlaufenden Aufbauphase der neuen Siedlungsgemeinschaft. Die Kolonie erhielt den Namen Kuban (auch Am Kuban), die Dörfer die Namen Wohldemfürst (in Transkription aus dem Russischen Woldemfjurst, auch Woldemfirst; „Wohl dem Fürst“ verweist auf den Großfürsten Michail Nikolajewitsch, in dieser Zeit russischer Generalgouverneur des Kaukasus) und Alexanderfeld (nach dem regierenden Zaren Alexander II.). Im Rahmen einer Russifizierungskampagne in den 1890er-Jahren erhielten die Mennonitendörfer die russischen Namen ähnlicher Bedeutung Welikoknjascheskoje (von Weliki Knjas für Großfürst) und Alexandrodar (etwa „Alexandergabe“). Alexanderfeld war spätestens ab diesem Zeitpunkt Wohldemfürst verwaltungstechnisch unterstellt; die Dörfer bildeten die Wolost (Dorfgemeinschaft) Welikoknjascheskoje.
Etwas weiter nördlich entstand später unmittelbar am Kuban das vorwiegend von Russen bewohnte Dorf Olginskoje, vermutlich benannt nach Großfürstin Olga Alexandrowna (1882–1960). Alle drei Dörfer gehörten zur Abteilung (Otdel) Batalpaschinsk der Oblast Kuban. 1925 kamen sie zum Rajon Newinnomyssk, aus dem später der Liebknecht-Rajon (nach Karl Liebknecht) ausgegliedert wurde. Ein Teil der Mennoniten wanderte in den 1920er-Jahren nach Kanada und Mexiko aus, die verbliebenen wurden nach dem deutschen Überfall auf die Sowjetunion 1941 wie praktisch alle Deutschen aus den westlichen Landesteilen nach Kasachstan und Sibirien deportiert.
Der Liebknecht-Rajon wurde 1956 aufgelöst und die Dörfer wieder dem Rajon Newinnomyssk zugeordnet. Schon 1959 wurde aber die Stadt Newinnomyssk rajonfrei und der Rajon in „Kotschubejewski“ umbenannt, zu Ehren des seinerzeit in der Region tätigen „roten“ Bürgerkriegshelden Iwan Kotschubei (1893–1919). Verwaltungszentrum des Rajons wurde Olginskoje mit mittlerweile fast 7000 Einwohnern. 1961 wurde das Dorf Welikoknjascheskoje, hervorgegangen aus den früheren Mennonitensiedlungen Wohldemfürst und Alexanderfeld, nach Olginskoje eingemeindet, und der Ort im gleichen Jahr ebenfalls in Kotschubejewskoje umbenannt.

### Bevölkerungsentwicklung
| Jahr | Einwohner | Anmerkung                            |
| ---- | --------- | ------------------------------------ |
| 1874 | 601       | Wohldemfürst und Alexanderfeld       |
| 1897 | 1.791     | Welikoknjascheskoje mit Alexandrodar |
| 1913 | 1.804     | Welikoknjascheskoje mit Alexandrodar |
| 1926 | 3.381     | Welikoknjascheskoje                  |
| 1939 | 3.610     | Welikoknjascheskoje                  |
| 1959 | 6.675     | Olginskoje                           |
| 1970 | 16.666    |                                      |
| 1979 | 18.755    |                                      |
| 1989 | 22.211    |                                      |
| 2002 | 27.988    |                                      |
| 2010 | 26.835    |                                      |

Anmerkung:: 1897, ab 1926 Volkszählungsdaten

## Wirtschaft und Infrastruktur
In Kotschubejewskoje als Zentrum eines Landwirtschaftsgebietes gibt es Betriebe der Lebensmittel- und Leichtindustrie sowie kleinere Maschinenbau- und Reparaturunternehmen.
Die Siedlung liegt an der Hauptstrecke der Nordkaukasischen Eisenbahn von Rostow am Don nach Machatschkala und weiter nach Aserbaidschan (Stationsname Bogoslowskaja; Streckenkilometer 1719 ab Moskau). Der Stationsname bezieht sich auf das zehn Kilometer nördlich gelegene Dorf Balachonowskoje, das zur Zeit des Bahnbaus Bogoslowskoje hieß.
Nördlich des Ortes führt die Fernstraße M29 vorbei, die entlang des Kaukasus-Nordrandes ebenfalls zur aserbaidschanischen Grenze führt. Von ihr zweigt hier die A155 über die karatschai-tscherkessische Hauptstadt Tscherkessk zu den Urlaubsorten Teberda und Dombai ab.